# Petreu
|  | Per a altres significats, vegeu «Petreu (desambiguació)». |

Petreu (en llatí Petraeus, en grec antic Πετραι̂ος) fou un militar macedoni amic de Filip V de Macedònia.
El rei el va enviar a Esparta l'any 220 aC per rebre la submissió dels lacedemonis i confirmar la seva aliança amb el regne de Macedònia. Més tard apareix com a comandant d'una força militar a Tessàlia, on va fer front a una invasió del país pels etolis dirigits per Dorimac l'any 218 aC, segons diu Polibi.